# Lonsana Doumbouya
Lonsana Doumbouya (sinh ngày 26 tháng 9 năm 1990) là một cầu thủ bóng đá người Guinée thi đấu cho Port .

## Sự nghiệp
Doumbouya thi đấu ở quê nhà Pháp thuở ban đầu sự nghiệp. Anh đầu quân cho câu lạc bộ Bỉ Cercle Brugge trong mùa giải 2015–16.
Ngày 25 tháng 8 năm 2016, Doumbouya ký hợp đồng với câu lạc bộ tại Scottish Premiership Inverness Caledonian Thistle, on a two-year deal.
Tuy nhiên ngày 31 tháng 1 năm 2017 anh được giải phóng khỏi hợp đồng với Inverness, giúp anh đến với đội bóng Austrian Bundesliga St. Polten.

## Sự nghiệp quốc tế
Doumouya sinh ra tại Pháp và có gốc Guinée. Anh ra mắt cho Đội tuyển bóng đá quốc gia Guinée trong thất bại 2–1 tại Vòng loại Giải vô địch bóng đá thế giới 2018 trước CHDC Congo ngày 13 tháng 11 năm 2016.